# Morbi
Pronunciação
Morvi ou Morbi (em gujarati:  મોરબી) é uma cidade da Índia, no distrito de Morbi, estado de Gujarate.

## Geografia
Encontra-se a uma altitude de 48 m, a 218 km da capital estatal, Gandhinagar, na zona horária UTC +5:30.

## Demografia
Segundo estimativas de 2011, contava 213 962 habitantes.